# 2834 Christy Carol
A 2834 Christy Carol (ideiglenes jelöléssel 1980 TB4) a Naprendszer kisbolygóövében található aszteroida. Carolyn Shoemaker fedezte fel 1980. október 9-én, nevét a felfedező lányáról kapta.